# Spress
A Spress Software foi incorporada à Linx S.A em 2011, empresa líder na América Latina[carece de fontes?] em tecnologia de gestão empresarial para o varejo, e desenvolve sistemas de gestão ERP que atendem e integram todos os departamentos de uma organização. O centro de desenvolvimento de software fica na cidade de Belo Horizonte, em Minas Gerais.
Atua em todos os estados brasileiros por meio de equipes técnicas instaladas nas principais cidades do país, responsáveis pelas etapas de implantação, treinamento e manutenção dos sistemas. Reúne as marcas: Spress Autos, Spress Motos, Spress Trucks, Spress Maq, Spress Pneus, Spress Livrarias, Spress Postos, Data Center Spress, Dealer Pad e Planetfone.
Atua nos segmentos: automotivo, revendas de pneus, livrarias, postos, varejo e prestadoras de serviços.

## Atuação
A Spress oferece produtos e serviços denominados como soluções que atendem os seguintes segmentos e seus subsegmentos:
- Mercado Automobilístico: Concessionária de Veículos; Concessionária de Motos; Concessionária de Caminhões e Revendas de Implementos Rodoviários; Concessionária de Máquinas Agrícolas; Revendas de Pneus, Autocentros e Recapadoras.
- Comércio: Varejo, Livrarias, Postos de Combustíveis e Prestadoras de Serviços.

O software desenvolvido possui as seguintes características:
- Suporta a utilização de banco de dados com licença gratuita.
- Disponibiliza ambientação em Linux.
- Permite a utilização da ferramenta IB Expert, um gerenciador de banco de dados, via atuação local ou remota.
- Permite integração entre o sistema de gestão e o sistema de telefonia IP.

Além dos sistemas de gestão para os segmentos acima, a Spress oferece as seguintes soluções:
- BDC (Business Development Center)  - ferramenta tecnológica que gerencia todas as etapas de venda e fornece informações para o monitoramento das intenções de compra pelos clientes ou prospects.[1]
- ASP – Data Center Spress que utiliza a tecnologia ASP (Application Service Provider), conhecida popularmente como Computação em nuvem.
- Telefonia Corporativa IP - telefonia baseada na tecnologia VoIP  (Voz sobre IP) que possibilita ligações gratuitas entre as unidades por meio da Internet e gravação de chamadas/relatórios completos das ligações.
- Gateway de Comunicações - tecnologia de gerenciamento do servidor Linux, com  recursos de Internet que possibilitam controle, agilidade, comunicação e integração.
- Atendimento ao cliente - suporte técnico, consultoria e atendimento comercial regional, autotreinamento, help desk, help online sensitivo, seminários online, banco de soluções, portal online para clientes e Dealer Pad, um aplicativo gratuito que permite o acesso às informações do sistema por meio do iPad ou do iPhone.

## Cronologia
- 1970 – Foi fundada como birô de serviços que realizava suas atividades através do uso de "mainframes".
- 1982 – Iniciou sua atuação como fornecedora de softwares para microcomputadores.
- 1984 – Começou a fornecer sistemas para a Rede Ford e assina contratos para automatizar a Rede de Revendas Cummins.
- 1986 – O software Dealer System (sistema para concessionárias de veículos) começou a ser implantado nas concessionárias VW e Fiat.
- 1990 – Iniciou do desenvolvimento do GAS – Sistema de Gerência de Atendimento.
- 1995 – Adotou o modelo Filiais Virtuais em todo território brasileiro.
- 1999 – Optou pela utilização do Linux como sistema operacional.
- 2000 – Iniciou da migração dos sistemas Spress para o ambiente gráfico, com mudança para arquitetura multicamadas e utilização de banco de dados.
- 2003 – Foi lançado o Spneus, um sistema de gestão para Revenda de Pneus e Centros Automotivos. Atualmente, o sistema é chamado de Spress Pneus.
- 2005 – Recebeu a certificação de qualidade CMM (Capability Maturity Model Integration), fornecida pelo ISD do Brasil.[2] É selecionada pelo Guia Exame-Você S/A entre as 150 melhores empresas para se trabalhar.
- 2006 – Foi classificada, pela 2ª vez consecutiva, pelo Guia Exame-Você S/A, entre as 150 melhores empresas para se trabalhar e como uma das 50 melhores para a mulher trabalhar.[3] Foi classificada entre as 100 melhores empresas para se trabalhar na América Latina, pelo instituto norte-americano Great Place to Work.[4]
- 2007 – Foi certificada no nível 3, da nova versão (1.2) do CMMI.[5]
- 2008 – Integrou seu sistema de gestão a tecnologia de telefonia IP da Planetfone.
- 2009 – Foi lançado Data Center Spress. Além disso, a empresa passa por uma mudança de marca e reposicionamento de mercado.
- 2010 – Assinou o contrato de parceria com a Associação e Fábrica John Deere para os fornecimento do sistema de gestão SpressMaq.
- 2011  - Foi incorporada pela Linx S.A., empresa líder na América Latina em tecnologia para gestão do varejo.